# Jem et les Hologrammes (film)
Pour plus de détails, voir Fiche technique et Distribution.
Jem et les Hologrammes (Jem and the Holograms) est un film musical réalisé par Jon Chu, sorti en 2015.
Le film est basé d'après la série télévisée d'animation des années 1980 du même nom créée par Christy Marx (en).

## Synopsis
Dans une petite ville, Jerrica mène une vie ordinaire jusqu'au jour où elle prend une identité secrète inspirée par sa musique. Elle devient alors Jem : une audacieuse et magnifique superstar mondiale et découvre avec ses sœurs que certains talents sont trop spéciaux pour être cachés.

## Fiche technique
Sauf indication contraire, les informations mentionnées dans cette section peuvent être confirmées par la base de données cinématographiques IMDb,  présente dans la section « Liens externes ».
- Titre original : Jem and the Holograms
- Titre français : Jem et les Hologrammes
- Réalisation : Jon Chu
- Scénario : Ryan Landels, d'après la série télévisée du même nom créée par Christy Marx (en)
- Direction artistique : Jennifer Moller
- Décors : Kevin Bird
- Costumes : Soyon An
- Photographie : Alice Brooks
- Son : Robert Janiger
- Montage : Michael Trent et Jillian Twigger Moul
- Musique : Nathan Lanier
- Production : Jason Blum, Scooter Braun, Jon Chu, Stephen Davis, Brian Goldner (en) et Bennett Schneir
  - Production associée : Ashlee Hansen, Allison Kaye, Heather McKay et Olivia Zaro
  - Production déléguée : Jeanette Brill et Couper Samuelson
  - Coproduction : Marcei A. Brown, Phillip Dawe
- Sociétés de production : Allspark Pictures, Blumhouse Productions, SB Projects, Hasbro Studios et Universal Pictures
- Société de distribution : Universal Pictures
- Budget : 5 000 000 $[1]
- Pays de production :  États-Unis
- Langue originale : anglais
- Format : couleur - 2,35:1 - son Dolby Digital / DTS / SDDS
- Genre : Film musical, drame et science-fiction
- Durée : 118 minutes
- Dates de sortie :
  - États-Unis : 23 octobre 2015
  - France : 13 avril 2016

## Distribution
- Aubrey Peeples : Jerrica Benton / Jem
- Stefanie Scott : Kimber Benton
- Hayley Kiyoko : Aja Leith
- Aurora Perrineau : Shana Elmsford
- Molly Ringwald : Mme Bailey
- Juliette Lewis : Erica Raymond
- Ryan Guzman : Rio
- Nicholas Braun : Brad
- Nathan Moore : Zipper
- Barnaby Carpenter : Emmett Benton
- Isabella Rice (en) : Jerrica Benton jeune
- Wynter Perrineau : Shana Elmsford jeune
- Kesha : Pizzazz
- Hana Mae Lee : Roxy
- Eiza González : Jetta
- Katie Findlay : Stormer
- Alicia Keys : elle-même[2] (caméo)
- Chris Pratt : lui-même[2] (caméo)
- Dwayne Johnson : lui-même[2] (caméo)
- Jimmy Fallon : lui-même[2] (caméo)
- Samantha Newark (en) : une coiffeuse (caméo)

## Production
En novembre 2009, à la suite des succès des films G.I. Joe et Transformers, une rumeur rapporte que Hasbro envisage soit de faire un film en prise de vue réelle avec Universal Pictures et Jon Chu à la réalisation, soit une nouvelle version de la série animée. Finalement, le 20 mars 2014, un film en prise de vue réelle adapté de la série Jem et les Hologrammes avec Jon Chu à la réalisation est confirmé. Chu a consacré dix ans à développer le film avec le producteur Jason Blum. Christy Marx (en), qui a créé la série, n'est pas impliquée dans la production. En effet, la créatrice apprend l'existence du film peu de temps avant que la confirmation ne soit publiée grâce à « quelqu'un de haut chez Hasbro. Personne d'Hasbro ne souhaitait me parler, me faire écrire le scénario ou même que je sois consultante ».
Un mois plus tard, Aubrey Peeples est annoncée dans le rôle de Jem, de même pour Stefanie Scott en Kimber, Hayley Kiyoko en Aja et Aurora Perrineau en Shana. Elles sont rejointes quelques jours après par Ryan Guzman dans le rôle de Rio et au mois de mai par Juliette Lewis en Erica et Molly Ringwald en tant que Mme Bailey. Le tournage s'est déroulé du 22 avril au 24 mai 2014 entièrement à Los Angeles mais aussi dans le quartier de Van Nuys,.

## Bande originale
La bande originale du film, qui met en vedette des compositions originales ainsi que des chansons de Hailee Steinfeld et Dawin (en), est sortie le 23 octobre 2015 par Republic Records uniquement en téléchargement.
| 1.          | Youngblood (featuring Aubrey Peeples et Stefanie Scott)                                  | Hilary Duff et Jem et les Hologrammes | 3:04 |
| 2.          | Hit Me Up (featuring Stefanie Scott)                                                     | Jem et les Hologrammes                | 3:36 |
| 3.          | Alone Together (featuring Aubrey Peeples)                                                | Jem et les Hologrammes                | 2:08 |
| 4.          | Cold Blooded                                                                             | Ida Maria                             | 3:35 |
| 5.          | Mi Mi Mi                                                                                 | Serebro                               | 3:12 |
| 6.          | We Got Heart (featuring Aubrey Peeples, Aurora Perrineau, Stefanie Scott et Ryan Guzman) | Jem et les Hologrammes                | 2:57 |
| 7.          | Youngblood (featuring Aubrey Peeples et Stefanie Scott)                                  | Jem et les Hologrammes                | 2:58 |
| 8.          | Love Myself                                                                              | Hailee Steinfeld                      | 3:38 |
| 9.          | Movie Star                                                                               | Hayley Kiyoko                         | 3:18 |
| 10.         | The Way I Was (featuring Aubrey Peeples)                                                 | Jem et les Hologrammes                | 3:43 |
| 11.         | Life of the Party                                                                        | Dawin (en)                            | 3:26 |
| 12.         | I'm Still Here (featuring Aubrey Peeples, Aurora Perrineau et Stefanie Scott)            | Jem et les Hologrammes                | 3:44 |
| 13.         | Got It                                                                                   | Marian Hill                           | 3:12 |
| 42 min 34 s |                                                                                          |                                       |      |

## Accueil

### Accueil critique
Sur le site Rotten Tomatoes, le film obtient un score de 19 % pour un total de 63 critiques et une note moyenne de 3,5/10, concluant : « Jem et les Hologrammes ignore les ingrédients de la série d'origine qui ont fait son charme en faveur d'un drame ennuyeux ». Sur Metacritic, le film obtient un score de 42 sur 100, sur la base de 16 critiques, indiquant des avis généralement mitigés.

### Box-office
Lors de son premier jour d'exploitation aux États-Unis et au Canada, le film se place à la quatorzième place, rapportant 458 685 $ dans 2413 cinémas. Il s'agit alors du quatrième pire jour d'ouverture pour un film sorti dans plus de 2000 cinémas et le pire dans plus de 2400 cinémas. Il baisse à la quinzième place pour son week-end d'ouverture, gagnant 1 375 320 $. Le 10 novembre 2015, un peu plus de deux semaines après la sortie, Universal Pictures retire le film de tous les cinémas, après un résultat de seulement 2,2 millions de dollars au box-office américain. Jeff Bock, analyste principal du box-office d'Exhibitor Relations, déclare que les « chaînes de cinéma sont contractuellement obligées de laisser un film pendant deux semaines après l'avoir programmé. Depuis que je suis analyste, je n'ai jamais vu un studio qui arrête la distribution d'un film après deux semaines. Cela est sans précédent et montre à quel point ce film fait un flop ». Finalement, Jem et les Hologrammes n'a rapporté que 2 333 684 $ au box-office mondial, dont 2 184 640 $ en Amérique du Nord et 149 044 $ à l'international.
En France, le film a effectué 1 244 entrées dont 173 pour son premier jour dans 37 salles.

### Nominations
- Young Artist Awards 2016 : meilleur second rôle féminin dans un film pour Isabella Rice (en)[22]